# Дитяча лікарня майбутнього
Благодійний фонд «Дитяча лікарня майбутнього» (скорочена назва ДЛМ) — незалежна, неурядова, некомерційна, неприбуткова, неполітична благодійна організація. Заснований у 2006 році Міжнародним благодійним фондом «Україна 3000» з метою допомоги державі у створенні  Всеукраїнського центру охорони здоров'я матері і дитини — надсучасного високотехнологічного медичного центру для лікування важкохворих дітей.
Проєкт медичного центру, розроблений компанією BDP (Building Design Partnership), є унікальним в Європі. Проєктна пропозиція, яка стала переможцем конкурсу, розроблена колективом спеціалістів під керівництвом британського архітектора Нейла Кейденхеда. Проєкт широко обговорювався в архітектурних колах, на архітектурних конференціях, відзначений на європейських та світових архітектурних конкурсах.

## Історія
У грудні 2005 року президент Ющенко видав указ про створення "Дитячої лікарні майбутнього" як всеукраїнський центр охорони здоров'я матері і дитини. У вересні 2006 року Катерина Ющенко зареєструвала благодійний фонд "Дитяча лікарня майбутнього", що мусив залучити до проекту кошти благодійників та інвесторів. За заявами фонду в 2006 році для будівництва лікарні було потрібно 600 мільйонів гривень (120 мільйонів доларів за тогочасним курсом). Загалом зібрали 147 мільйонів гривень із задекларованих близько 262-х.

## Діяльність
Благодійна програма фонду «Дитяча лікарня майбутнього» передбачає реалізацію проектів по таких напрямках:
- допомога державі у створенні Всеукраїнського центру охорони здоров'я матері і дитини;
- комплектація медичних установ сучасним обладнанням;
- сприяння в підвищенні кваліфікації українських лікарів.